# Hypocopra merdaria
Hypocopra merdaria är en svampart som först beskrevs av Elias Fries, och fick sitt nu gällande namn av Jean Kickx 1867. Hypocopra merdaria ingår i släktet Hypocopra och familjen kolkärnsvampar.  Arten är reproducerande i Sverige. Inga underarter finns listade i Catalogue of Life.